# Hinschenfelde

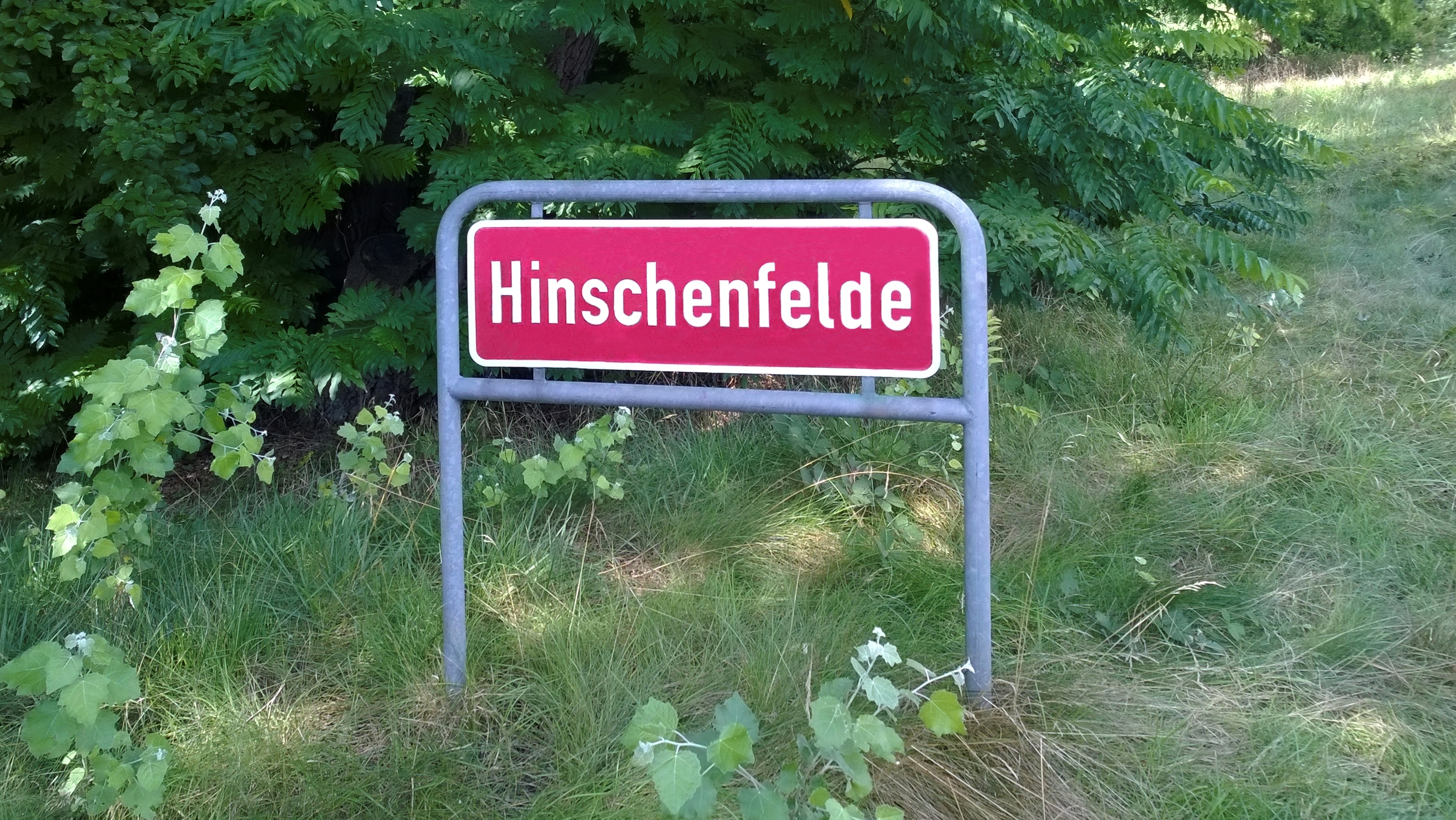
Ortsteilschild am Ölmühlenweg

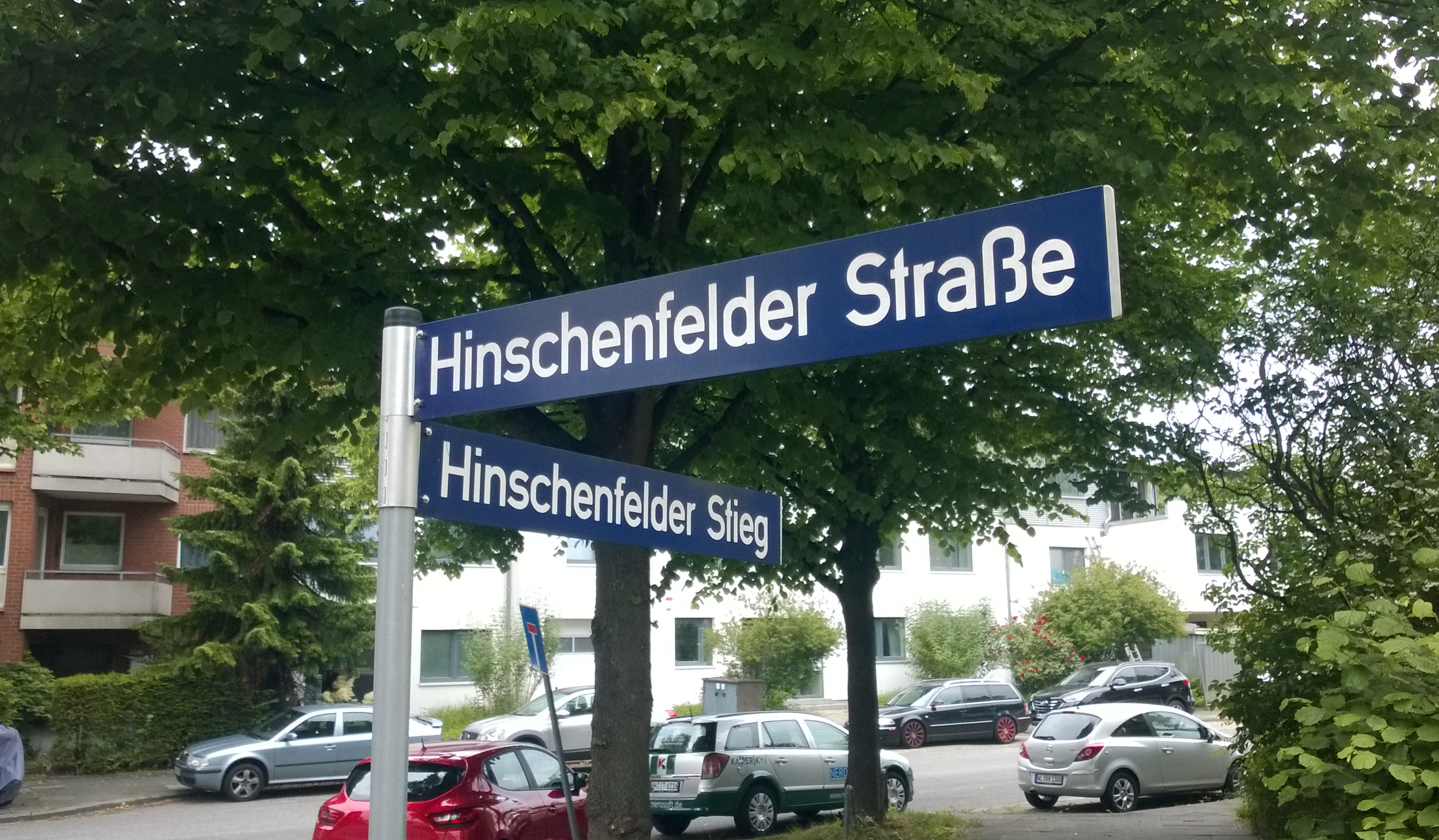
Zwei Straßennamen weisen noch auf den ehemaligen Industrievorort hin

Hinschenfelde ist ein Wohngebiet in den Hamburger Stadtteilen Wandsbek und Tonndorf. Ursprünglich ein Bauerndorf am Nordufer der Wandse, wandelte es sich im 19. Jahrhundert durch die Ansiedlung von Gerbereien, Lederfabriken, Kattundruckereien und Ziegeleien zum Industrievorort der damals noch selbständigen Stadt Wandsbek.

## Geschichte

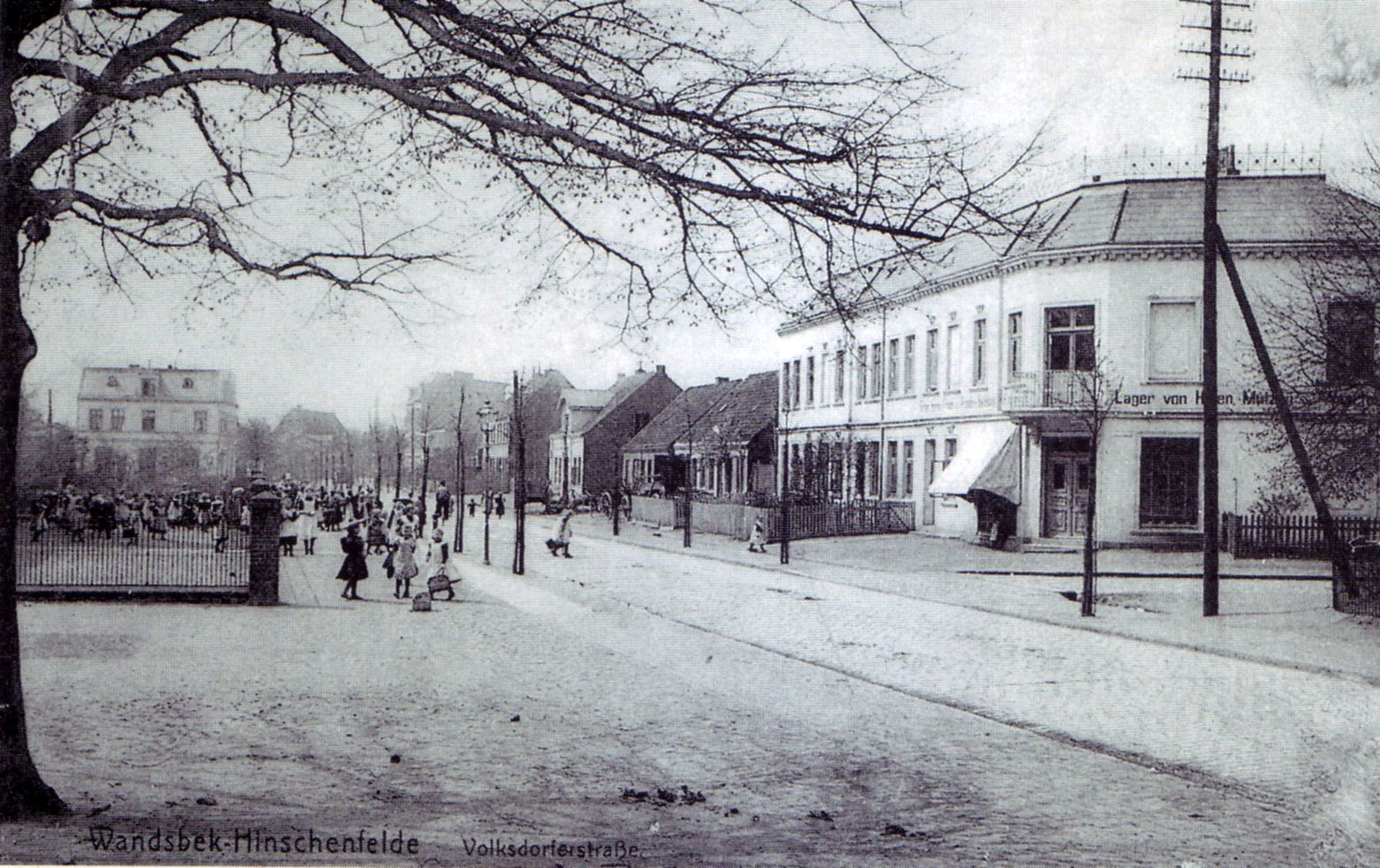
Hinschenfelde um 1900

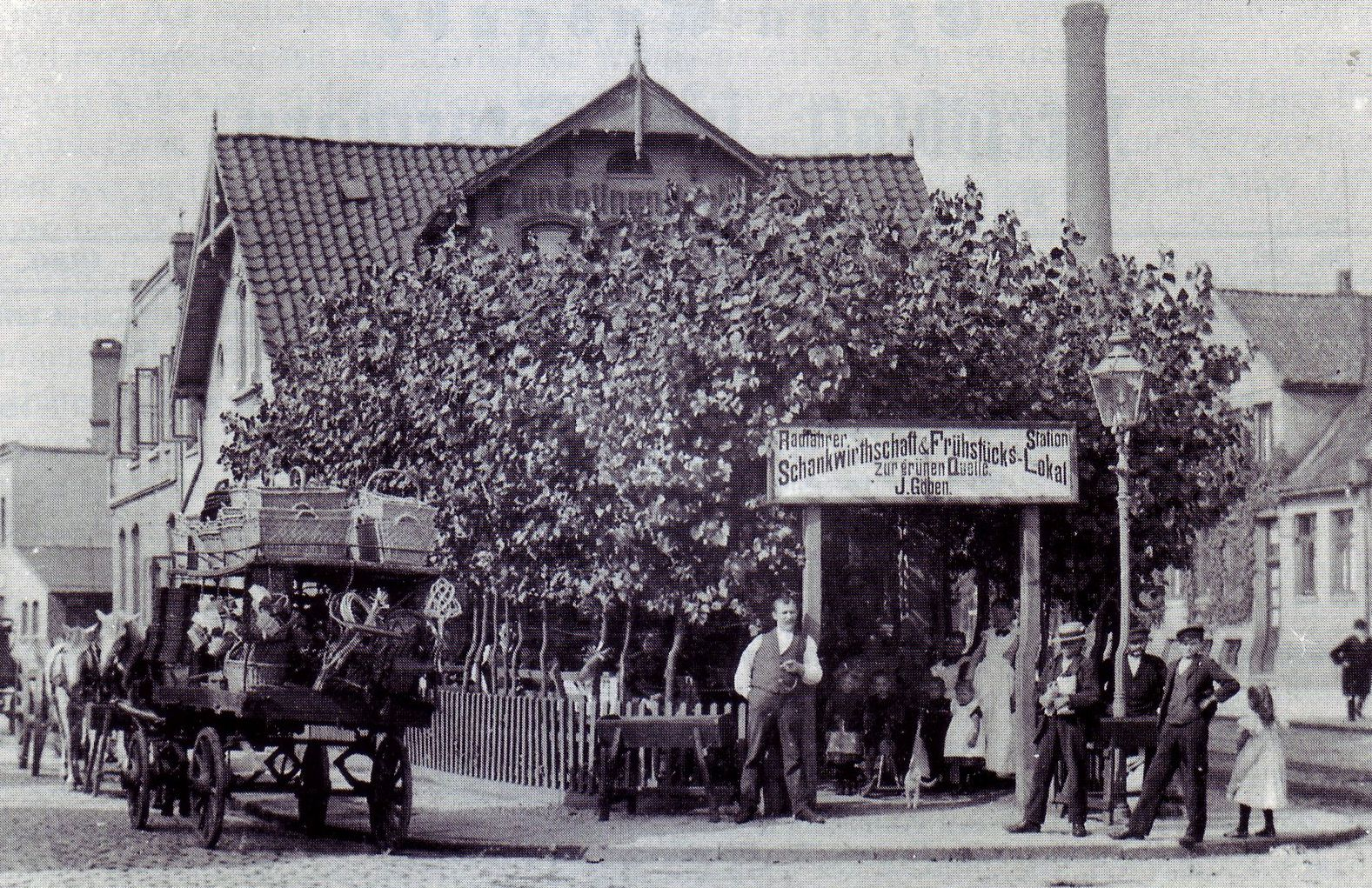
Ausflugslokal in Hinschenfelde um 1900

Hinschenfelde wurde erstmals 1336 urkundlich erwähnt. Es gehörte damals zum Besitz der Adelsfamilie Strus. 1646 erwarb das Adlige Gut Wandsbek das Dorf. Im 17. Jahrhundert besaß der Maler David Kindt dort ein Haus mit Grundstück. Nach Teilung des Gutes 1807 kam Hinschenfelde zum königlichen Anteil und wurde selbständige Landgemeinde. 
1817 wurde die erste Schule im Dorf gegründet, die auch für das benachbarte Tonndorf zuständig war. Nach der Annexion Schleswig-Holsteins durch Preußen kam Hinschenfelde 1867 zum neu gegründeten Kreis Stormarn. Die Einführung der preußischen Kommunalverfassung führte 1899 zur Bildung eines Amtsbezirkes Hinschenfelde, dem außerdem noch die Gemeinde Tonndorf-Lohe angehörte. Doch schon ein Jahr später (1900) wurde Hinschenfelde nach Wandsbek eingemeindet, mit dem es 1937 aufgrund des Groß-Hamburg-Gesetzes zu Hamburg kam.
Bereits ab 1910 entstand im Norden von Hinschenfelde die Gartenstadt Wandsbek. Der heutige U-Bahnhof Wandsbek-Gartenstadt trug von seiner Eröffnung 1918 bis 1920 den Namen U-Bahnhof Hinschenfelde.

## Bauwerke

### Ölmühle
Die Ölmühle ist – neben dem Restaurant Eichtalpark – eines der beiden letzten vorhandenen Mühlengebäude an der Wandse. Das Gebäude ist seit 1747 bezeugt. Bis in die 1960er-Jahre wurde das Gebäude gewerblich genutzt. 1971 wurde es, wie das benachbarte aus der ersten Hälfte des 19. Jahrhunderts stammende Herrenhaus, zu einem Studentenwohnheim umgebaut.

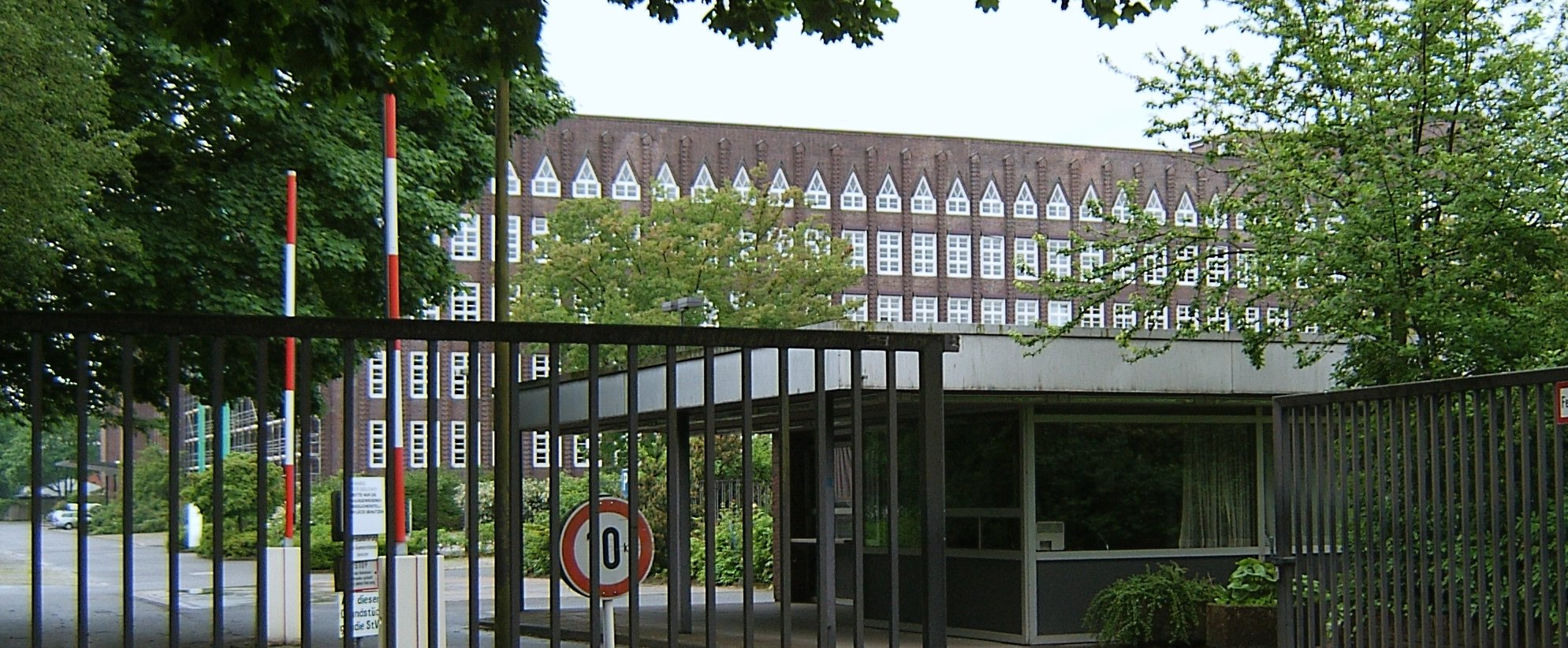
Ehemalige Zigarettenfabrik Haus Neuerburg, Ostflügel (Bj. 1924)
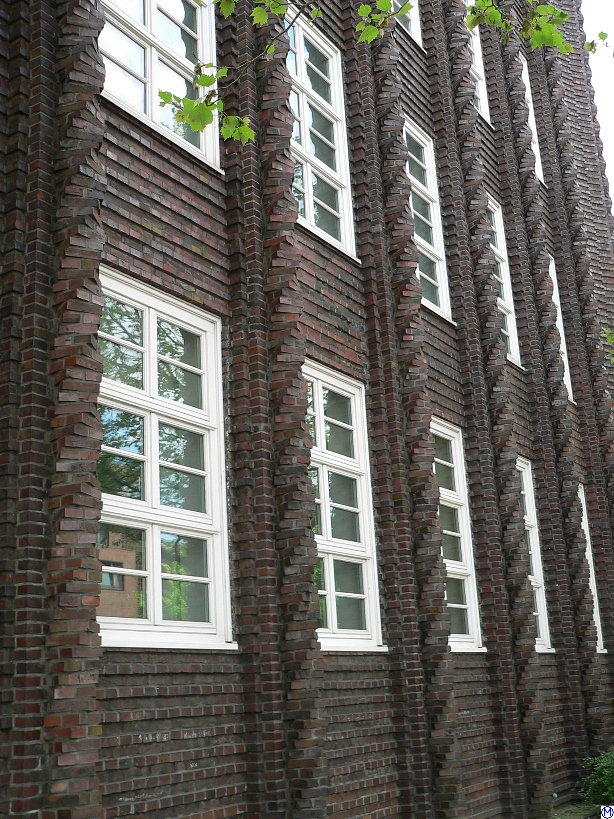
Ehemalige Zigarettenfabrik, Detail Nordflügel (Bj. 1927)
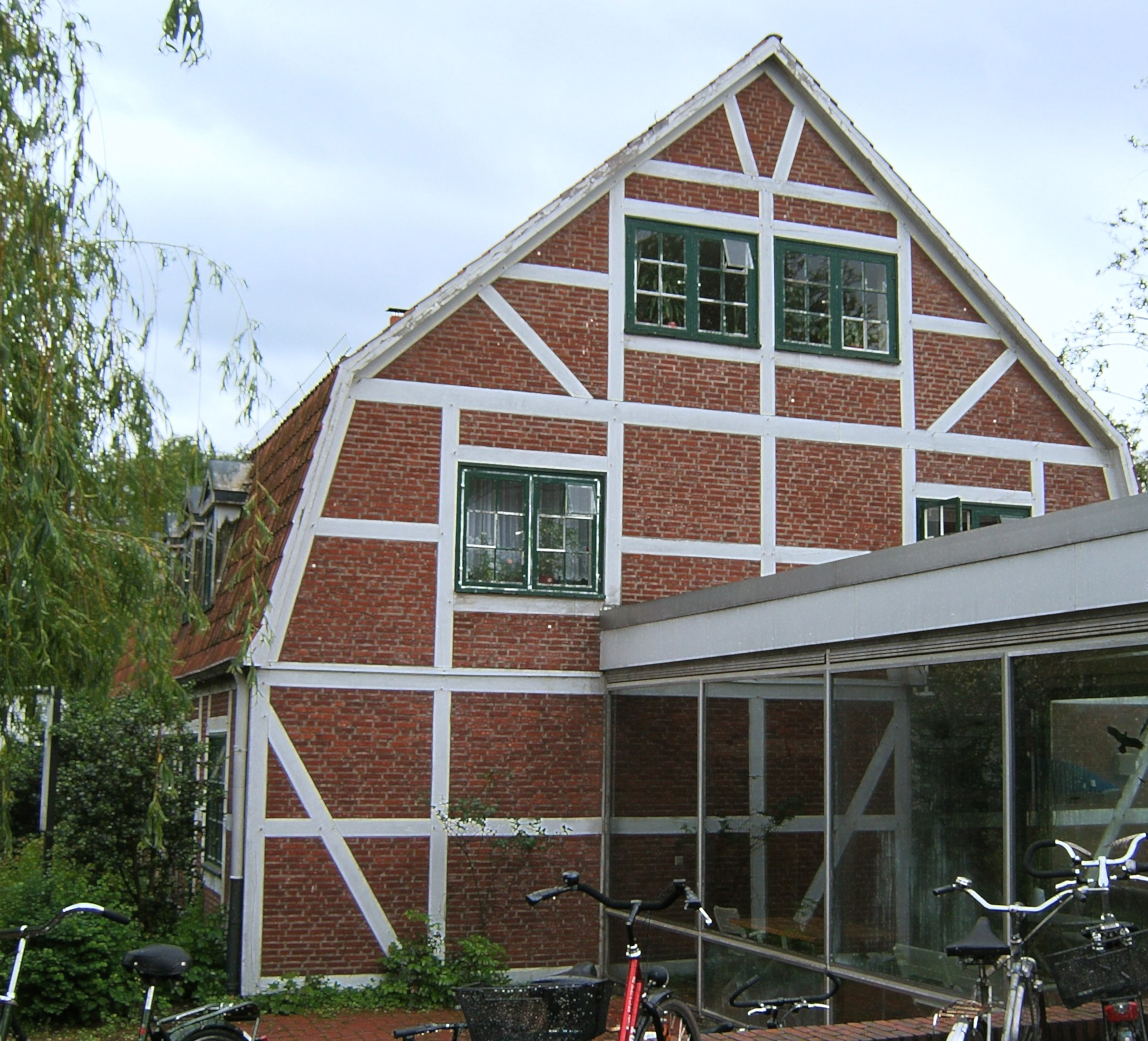
Ölmühle
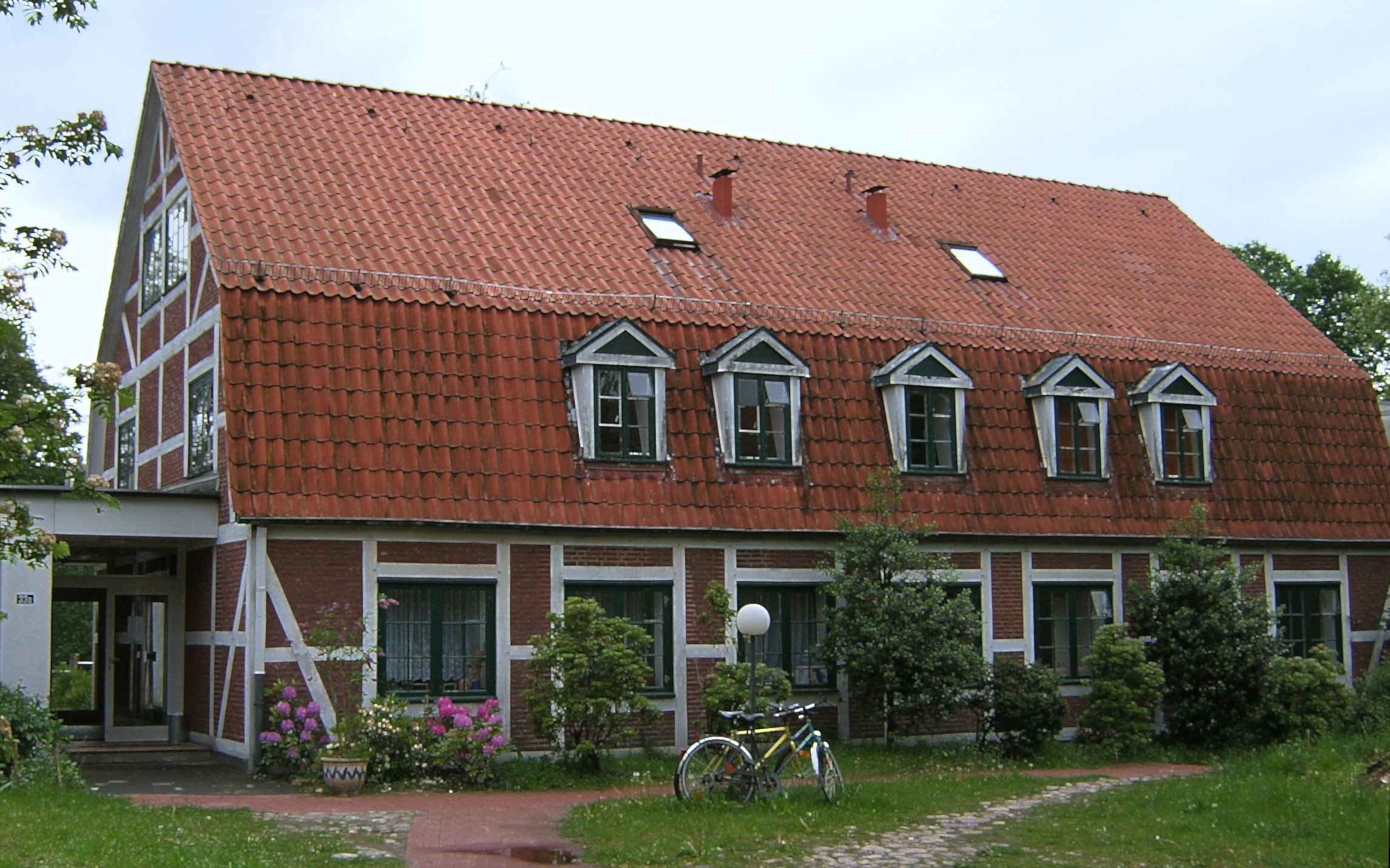
Ölmühle

### Villa Martens
Die Villa Martens ist eine der beiden letzten erhaltenen Bauernvillen von Hinschenfelde. Erbaut 1909, beherbergte sie neben Generationen der Familie Martens u. a. auch eine Schankwirtschaft (vor dem Zweiten Weltkrieg) und von 1943 bis 1955 eine Filiale der Hamburger Sparkasse. 1999 unter Denkmalschutz gestellt, wurde die Villa 2002 aufwendig restauriert und dient heute wieder als Wohnhaus.

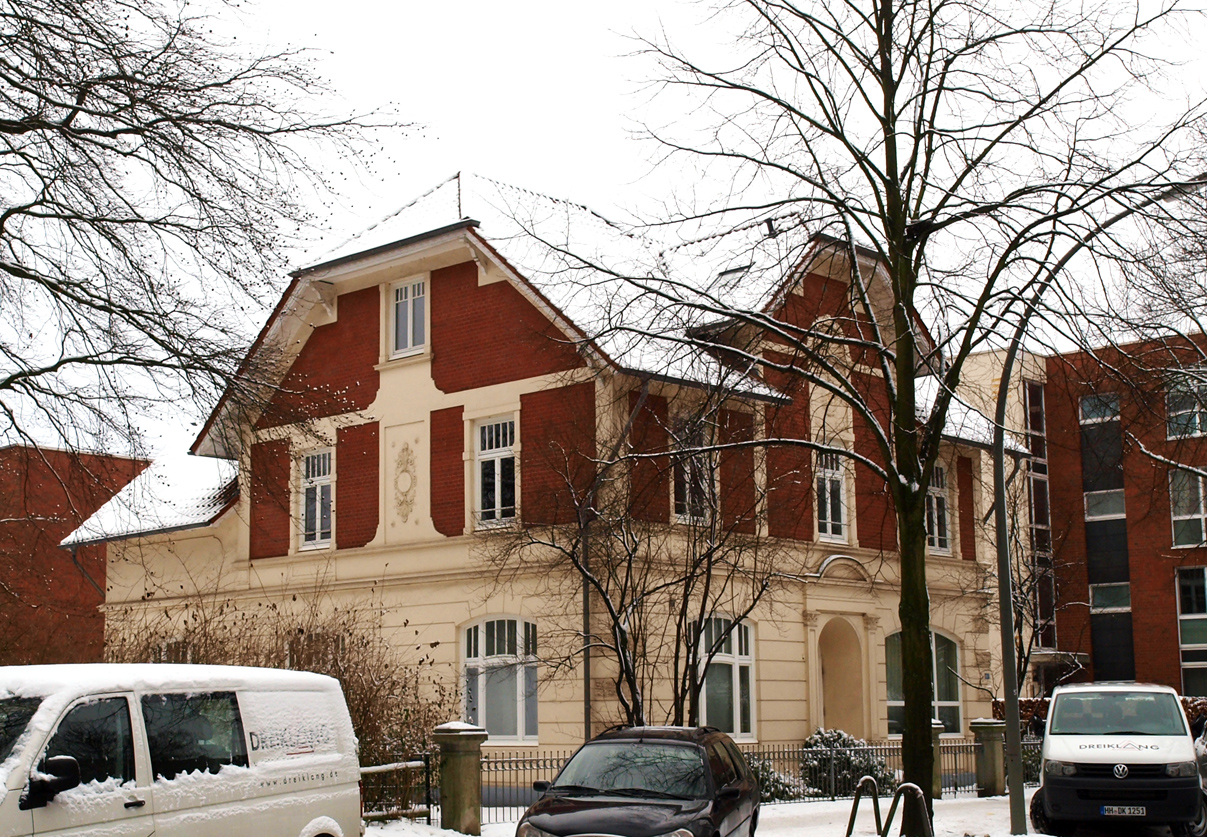
Villa Martens (Bj. 1909)

### Kirchen
Nach Eingemeindung Hinschenfeldes nach Wandsbek bekam es 1909/10 seine eigene Kirche, die Kreuzkirche. Architekt war Fernando Lorenzen, der auch die zerstörte Christuskirche in Wandsbek entwarf.
1965 wurde neben dem Hinschenfelder Friedhof (heute zum Stadtteil Tonndorf gehörig) die Emmauskirche eingeweiht. Sie ist die einzige Kirchengemeinde, die den Namen Hinschenfelde auch offiziell führt: Ev.-luth. Emmaus-Kirchengemeinde Hinschenfelde. Für 2025 ist die Entwidmung und der Abriss der Kirche und des Glockenturms geplant.

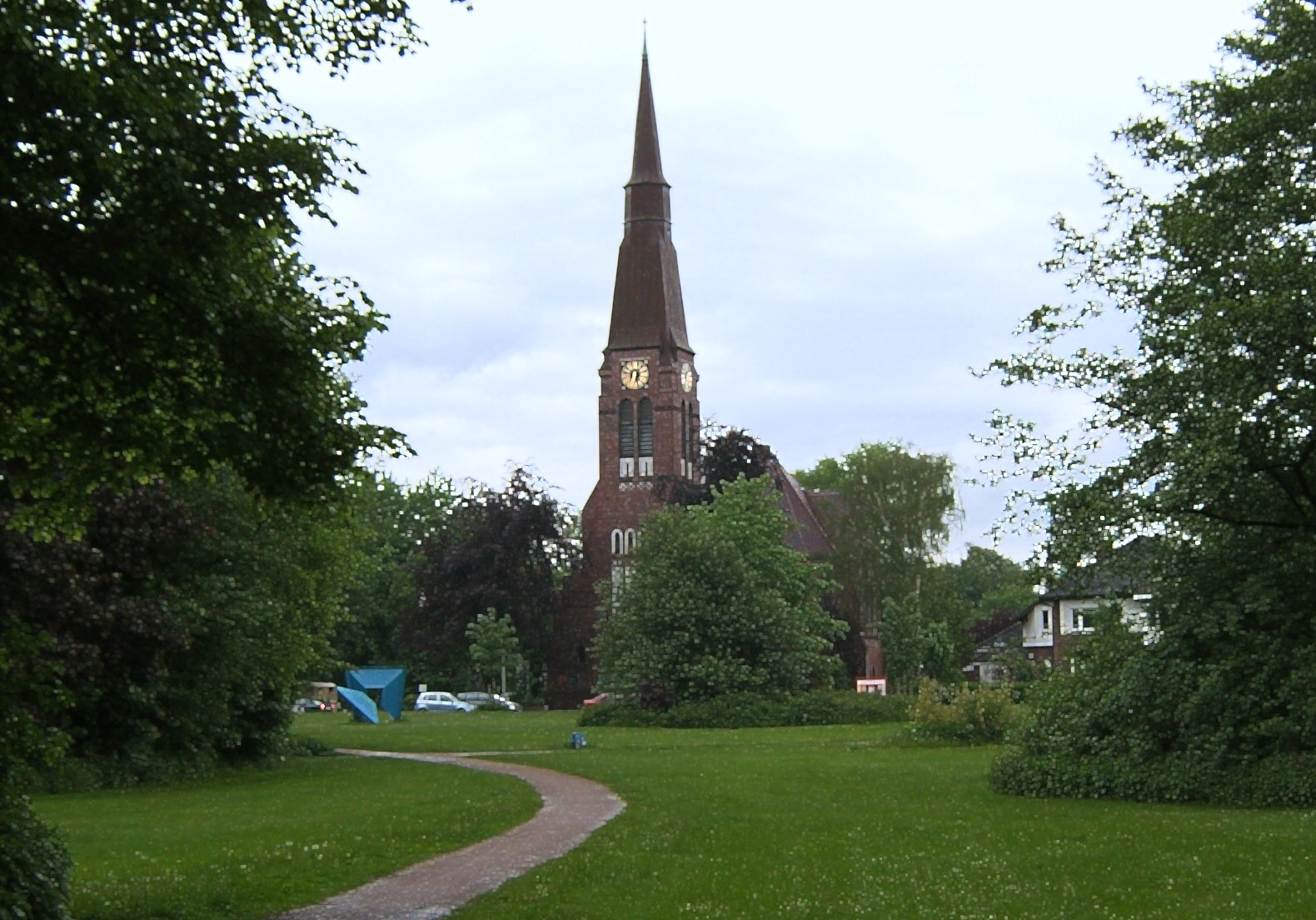
Kreuzkirche am Eichtalpark
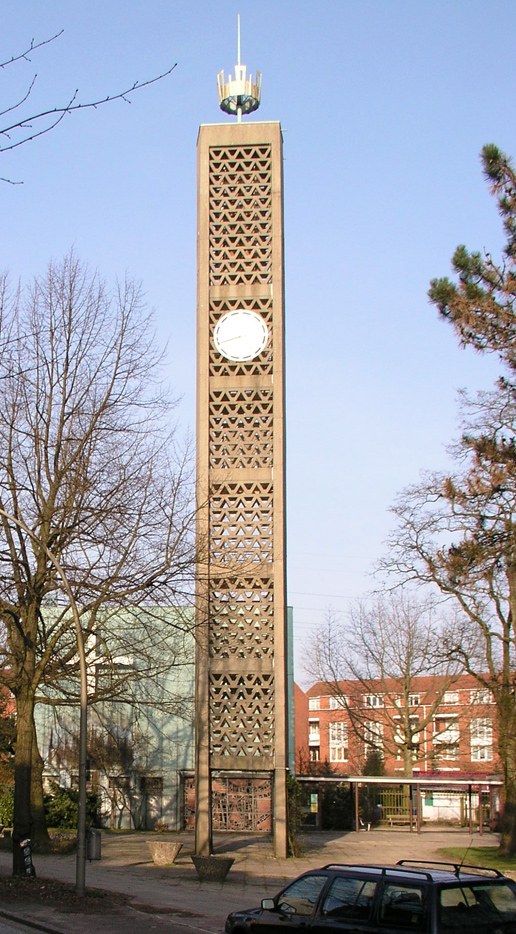
Emmauskirche Hinschenfelde

## Park
1926 eröffnete der Eichtalpark entlang der Wandse.